# Цагааннуур
Цагааннуур (монг. Цагааннуур) — сомон аймаку Хувсгел, Монголія. Площа 5,4 тис. км², населення 2,5 тис. чол. Центр сомону селище Гурвансайхан лежить за 885 км від Улан-Батора, за 215 км від міста Мурен.

## Рельєф
Гори Байшинт (2995 м), Хиен Залуу Уурийн сарьдаг, Дорнод Сойен (3100 м), Тенгис нуруу, Ундур зуз (3088 м), Зерлег (2345 м), Ренчинлхумбе (2623 м), Хойт Агая (3067 м), Бусин тайга. Долини Тенгис, Шарга, Шишхид, міжгірні озера.

## Клімат
Клімат різко континентальний. Щорічні опади в горах 400—500 мм, в долинах озер 250 мм середня температура січня −23°-25°С, середня температура липня +10°+13°С.

## Природа
Лікарські рослини, ягоди, гриби. Водяться ведмеді, олені, манули, козулі, аргалі, вовки, лисиці, тарбагани, зайці.

## Корисні копалини
Сомон багатий на біотит, дорогоцінне каміння, фосфорити, хімічну та будівельну сировину.

## Соціальна сфера
Школа, лікарня, сфера обслуговування, оленярські господарства.